# Phanerodiscus capuronii
Phanerodiscus capuronii är en tvåhjärtbladig växtart som beskrevs av Malecot, G.E.Schatz & Bosser. Phanerodiscus capuronii ingår i släktet Phanerodiscus och familjen Aptandraceae. Inga underarter finns listade i Catalogue of Life.